# Orthocladius flaveolus
Orthocladius flaveolus är en tvåvingeart som först beskrevs av Goetghebuer, Humphries och Fitzgerald 1949.  Orthocladius flaveolus ingår i släktet Orthocladius och familjen fjädermyggor.
Artens utbredningsområde är Irland. Inga underarter finns listade i Catalogue of Life.